# Carmona
Carmona er en by og kommune i det sydlige Spanien i provinsen Sevilla. Den har et indbyggertal på 29.871 (2024) indbyggere.